# Molly Ridge
Molly Ridge  ist ein mit Tussock bewachsener Gebirgskamm auf Bird Island im Archipel Südgeorgiens im Südatlantik. Er erstreckt sich westsüdwestlich des Molly Hill.
Das UK Antarctic Place-Names Committee benannte ihn 1982 in Anlehnung an die Benennung des gleichnamigen Hügels. Dessen Namen ist von der Bezeichnung Mollymauk für den Schwarzbrauenalbatros abgeleitet, der in großer Zahl auf diesem Hügel brütet.